# اوسته محمد
اوسته محمد (به انگلیسی: Usta Mohammad) یک شهر در پاکستان است که در ایالت بلوچستان واقع شده‌است.